# August Klett (Politiker)

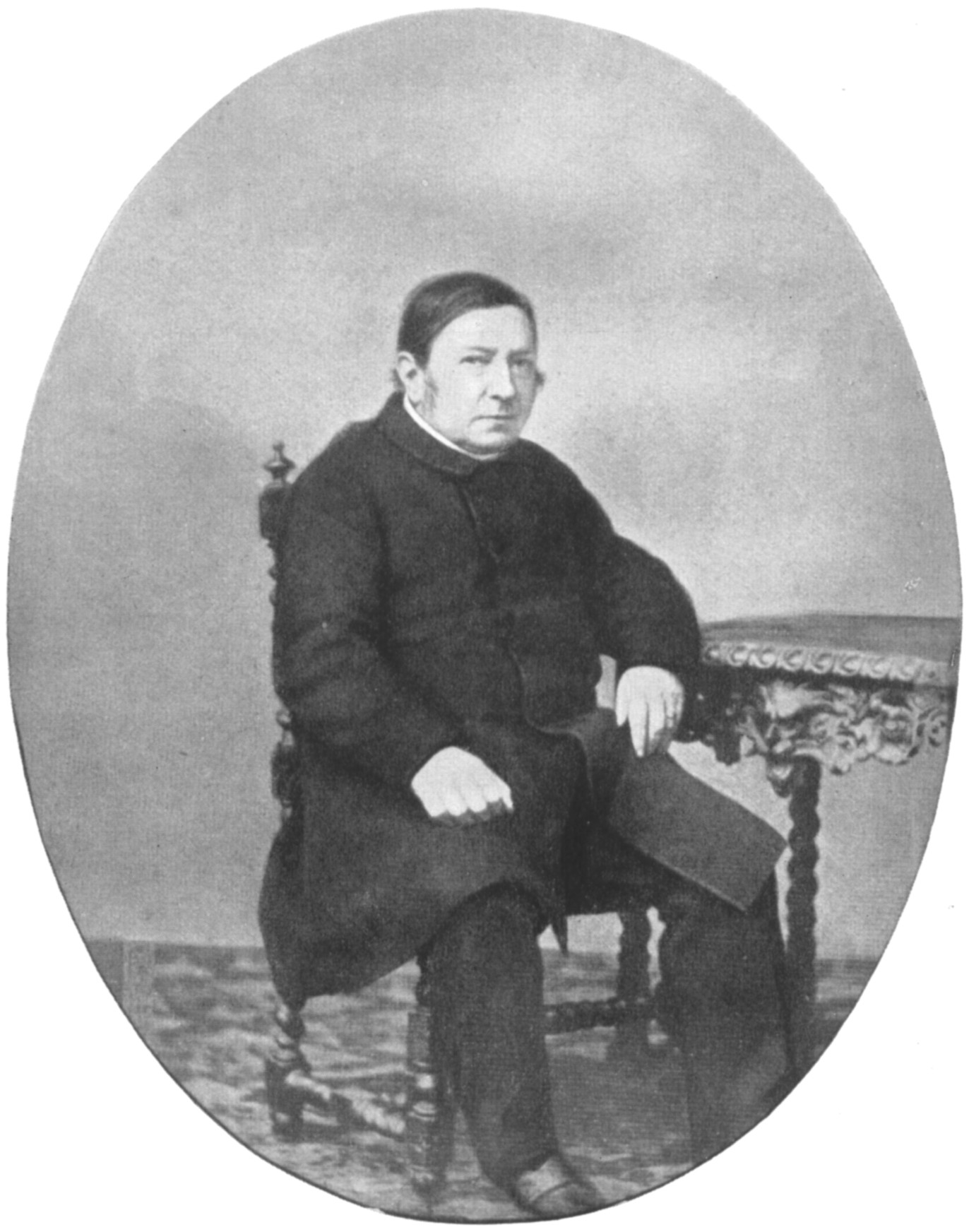
August Klett

August Christian Klett (* 16. Juli 1799 in Erbach; † 13. Mai 1869 in Heilbronn) war ein württembergischer Jurist und Politiker. Er war von 1833 bis 1838 Abgeordneter in der Zweiten Kammer des württembergischen Landtags und von 1848 bis 1868 Stadtschultheiß von Heilbronn. 1849 gehört er außerdem kurzzeitig der Frankfurter Nationalversammlung an.

## Leben und Beruf
August Klett war der Sohn des gräflich Erbacher Leibarztes und späteren Heilbronner Oberamtsarztes Christian Johann Klett und dessen Gattin Lisette Kornacher. Er besuchte das Heilbronner Gymnasium, danach ab 1813 für zwei Jahre das Evangelische theologische Seminar in Schöntal, bevor er sich von einer theologischen Laufbahn abwandte. Klett studierte von 1817 bis 1825 Rechtswissenschaften an der Universität Tübingen. In Tübingen wohnte er gemeinsam mit seinem Bruder Georg Klett und dem jungen Heinrich Titot bei Christian von Gmelin, der entfernt mit Klett verwandt war. Am 7. August 1826 wurde er zum Dr. jur. promoviert. Er war seit 1817 Mitglied der Burschenschaft Alte Arminia bzw. seit 1818 der Burschenschaft Germania Tübingen. Anschließend arbeitete er von 1822 bis 1825 als Gerichtsaktuar in Heilbronn, bis er sich 1825 als Rechtskonsulent selbständig machte. Seine Zulassung behielt er auch noch über seine Wahl zum Stadtoberhaupt 1848 bis 1853 bei. Nur wenige Monate nachdem er sein Stadtschultheißenamt im Dezember 1868 aus Altersgründen niedergelegt hatte, verstarb er an den Folgen einer Lungenentzündung.

## Familie
Klett heiratete am 21. November 1826 in Heilbronn Elise Felizitas Parant des Moulins, die Tochter eines Frankfurter Arztes. Der Ehe entstammten acht Kinder.

## Politik
Klett war Mitglied im Heilbronner Bürgerausschuss, ab 1828 dessen Obmann. Nach der Wahl am 23. März 1848 war er Mitglied des Heilbronner Stadtrats. Nachdem der Heilbronner Stadtschultheiß Heinrich Titot im Zuge der Märzrevolution zurückgetreten war, weigerte sich Klett zunächst, die ihm angetragene Amtsverweserschaft zu übernehmen. In der Wahl vom 28. März 1848 wurde Klett zum Stadtschultheißen gewählt. Der württembergische König bestätigte die Wahl am 3. Mai, und Klett trat das Amt am 16. Mai 1848 an. Anfangs richteten sich auch gegen ihn die bereits gegen seinen Amtsvorgänger gerichteten nächtlichen Katzenmusiken, bevor die Märzunruhen allmählich abklangen. 1851 entbrannte eine lokalpolitische Kontroverse um Klett, nachdem dieser sich abschätzig über die demokratisch gewählten Vertreter geäußert und das alte Honoratiorenwahlprinzip verteidigt hatte. Seine weitere Amtszeit wird allgemein als ruhig beschrieben. Aus gesundheitlichen Gründen legte er das Amt am 29. Dezember 1868 nieder. Zu seinem Nachfolger wurde am 1. Februar 1869 Ratsschreiber Josef Raur (1817–1870) gewählt, der die Wahl aus gesundheitlichen Gründen jedoch nicht annahm, so dass nach einer neuerlichen Wahl am 3. Mai 1869 Karl Wüst zu Kletts Nachfolger wurde.
Von 1833 bis 1838 war Klett außerdem Abgeordneter in der Zweiten Kammer des württembergischen Landtags und vom 26. Februar 1849 bis zum Ende des Rumpfparlaments am 18. Juni 1849 als Nachfolger von Louis Hentges fraktionsloser Abgeordneter für den Wahlkreis Heilbronn in der Frankfurter Nationalversammlung, wo er meist mit den linken Fraktionen stimmte.

## Ehrungen
August Klett wurde 1865 mit dem Ritterkreuz I. Klasse des Friedrichs-Ordens ausgezeichnet.